# Reitdiep (waterschap)
Reitdiep is een voormalig waterschap in de provincie Groningen.
Het waterschap bevatte volgens het reglement "alle (...) op het benedenpand van het Reitdiep afwaterende gronden, voor zoover niet behoorende tot de waterschappen Hunsingo en Westerkwartier". Hierdoor kwamen de Gaaikemaweerpolder, de Maarhuisterpolder, de Maarslagterpolder, de Noorder Reitdiepspolder, de Oldehoofsterpolder, de Oude Zuurdijkster Uiterdijkspolder, de Saaksummerpolder, de Schouwenerpolder, de Torringapolder en de Waardsterpolder te vervallen. In 1967 is een gedeelte van het waterschap Hunsingo, de zgn. Kleine Krimpolder, aan het waterschap toegevoegd.
De voornaamste taak was het onderhoud van de overgenomen polders. Deze waterden bijna alle vrij af, zodat de taak beperkt was. De enige bemalingen, die van de Noorder en Zuider Reitdiepspolder werden rond 1920 gesticht en beheerd door Electra. Het onderhoud van het Reitdiep zelf bleef bij de provincie.
Het waterschap was, samen met Hunsingo en Westerkwartier, een van de drie ingelanden van Electra. Het innen van de afdracht voor dit schap werd uiteindelijk de belangrijkste taak.
In 1987 werd het waterschap opgeheven. Het deel rechts van de rivier werd toegevoegd aan Hunsingo, het deel links aan Westerkwartier. Waterstaatkundig gezien ligt het gebied sinds 1995 binnen dat van het waterschap Noorderzijlvest.
Het waterschapshuis bevond zich in Roodehaan.

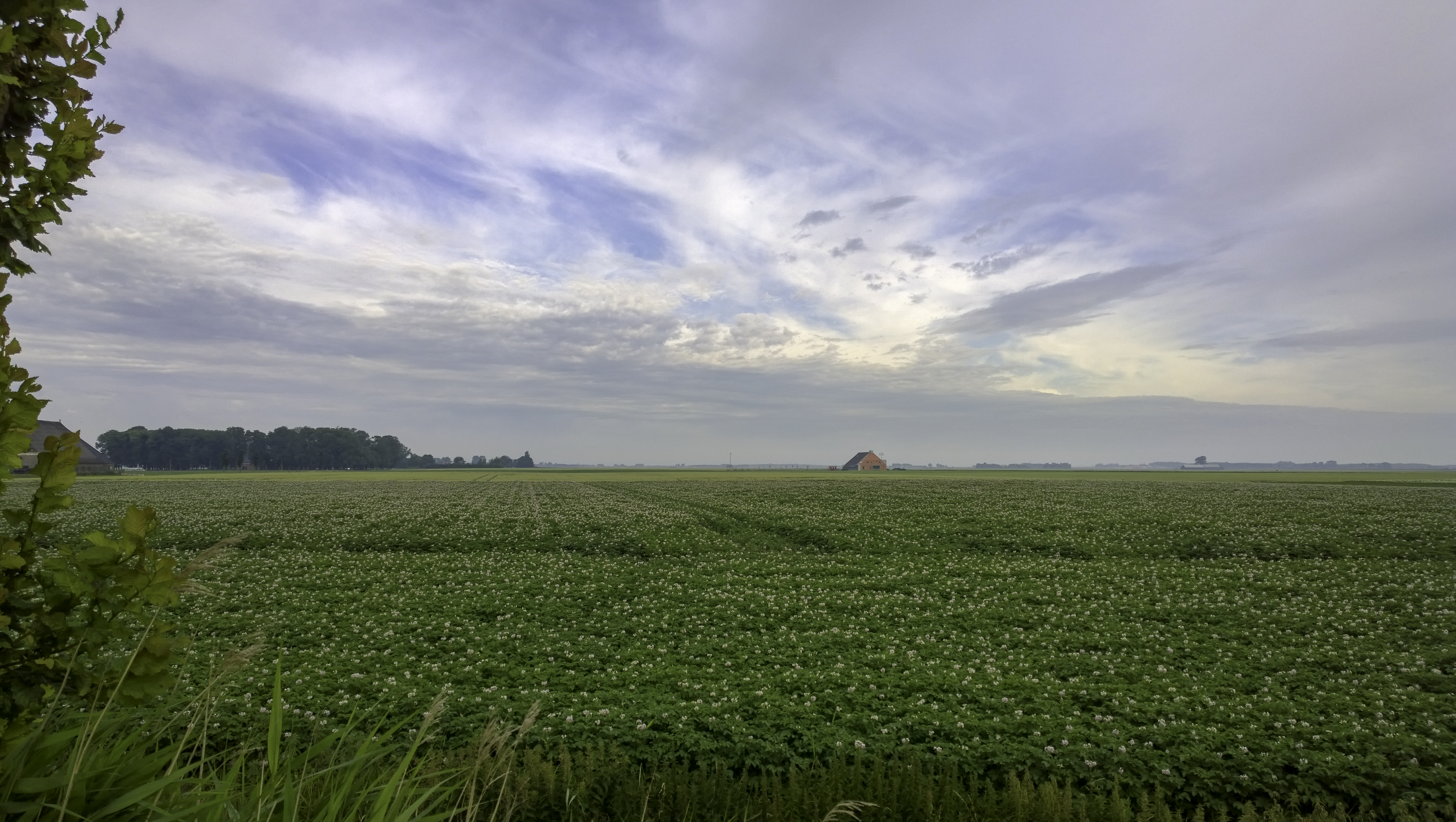
Gezicht over de Zuider Reitdiepspolder vanaf de weg naar Electra met op de achtergrond boerderij Ruigewind en linksachter de beide Teenstraheerden van Ruigezand